# لمياء الكرماعي
لمياء الكرماعي هي فنانة تشكيلية مغربية تعيش وتعمل في مدينة المحمدية. أقامت معرضا فرديا لها في عام 2009، في المدينة ذاتها. أقامت معرضا فرديا في عام 2023 في رواق من أروقة مدينة الدار البيضاء، عنونته التوازن والانسجام.
عناوين لوحاتها عادة ما تكون باللغة الفرنسية أو باللغة الانجليزية. Respirer l'art (تنفسَ الفن) عنوان أحدى لوحاتها. Seven (سبعة) مثالا، هو اسم أحد لوحاتها، نظرا لارتباط هذا العدد الشديد، حسب تعبيرها، بالثقافة المغربية.